# Дезертер
„Дезертер“ (на полски: Dezerter) е музикална група от Варшава, Полша, сред най-известните пънк групи в страната.
Основана е като „Ес-ЕС 20“ във Варшава през 1981 г. Променя името на „Дезертер“, тъй като комунистическите власти реагират негативно на наименованието – то е взето от съветски снаряд, което ги прави провокатори в очите на управляващите. Тъа като текстовете им създават полемики и поради постоянната цензура членовете решават да сменят името на групата. За да се скрият от всевиждащата тоталитарна система, те понякога видоизменят начина на изписване на името си, като например Де-Зертер или дори Дъ Зертер.
„Дезертер“ изнася своя първи концерт на есенен фестивал в Мокотов, който се провежда през ноември 1981 г. През 1982 г. реализира първата си национална обиколка, заедно с други пънк групи в Полша, като „Жан Ксена“ и „Дойтер“, участват във фестивала в Ярочин. През 1983 г. „Дезертер“ записва ий-пи с 4 песни, наречено Ku przyszłości, познато също като Spytaj milicjanta, което е издадено от „Тонпрес“. То е посрещнато добре от публиката и от него се продават 50 000 бройки.
|  | Тази страница частично или изцяло представлява превод на страницата Dezerter в Уикипедия на испански. Оригиналният текст, както и този превод, са защитени от Лиценза „Криейтив Комънс – Признание – Споделяне на споделеното“, а за съдържание, създадено преди юни 2009 година – от Лиценза за свободна документация на ГНУ. Прегледайте историята на редакциите на оригиналната страница, както и на преводната страница, за да видите списъка на съавторите. ВАЖНО: Този шаблон се отнася единствено до авторските права върху съдържанието на статията. Добавянето му не отменя изискването да се посочват конкретни източници на твърденията, които да бъдат благонадеждни. |